# Свято-Миколаївська церква (Корнин)
Свято-Миколаївська церква — чинна дерев'яна церква, пам'ятка архітектури національного значення (Ох.№ 1518/1, 1518/2), у селі Корнин Рівненського району Рівненщини. Парафія належить до Рівненського районного благочиння Рівненської єпархії Православної церкви України.

## Розташування
Розташована в історичній частині села Корнин на земельній ділянці, утвореній роздоріжжям двох вулиць. Відіграє роль висотної домінанти в панорамі села.

## Історія
Точна дата будівництва невідома (копії метричних книг відомі з 1771 р.). Дзвіниця споруджена в 1867 році.

## Архітектура
Церква дерев'яна, одноверха, тризрубна з рівновисокими зрубами (бабинець, нава, вівтар). Приміщення бабинця та вівтаря наближені у плані до квадрату, головна нава має нетипове співвідношення ширини до довжини в пропорції 1 : 1,2. 
Стінові конструкції зрубів та ризниці мають вертикальне шалювання з дощок та нащільників, поєднаних вгорі підкарнизним фризом у вигляді півциркульних викружок різної ширини. Зовнішні кути зрубів підкреслені пілястрами з дощок. Над центральним зрубом знаходиться масивний восьмерик, з двома вікнами з півдня та півночі. Баня на «восьмерику» має приземисту грушоподібну форму з декоративною маківкою. Форма даху над бабинцем та вівтарем — вальмова, трисхила. Цегляні прибудови від головного входу і біля північної стіни вівтаря пізнішого походження. 
Дзвіниця розташована в південно-західному куті території. Споруда зрубної конструкції на плані квадрату по типу «четверик на четверику», з незначним нахилом (ентазисом) зовнішніх стін до середини.
У 2010 році поверх старої покрівлі бані з плоских листів покрівельної бляхи влаштовано новий покрівельний шар з анодованих металевих листів з діагональним характером малюнку. Зовні стіни опоряджені штучним сайдингом. Тим не менш спотворена церква є характерним взірцем дерев'яного церковного будівництва на Волині в 2-й пол. XVIII ст., в архітектурних формах якого спостерігаються стилістичні впливи пізнього бароко. 

## Світлини

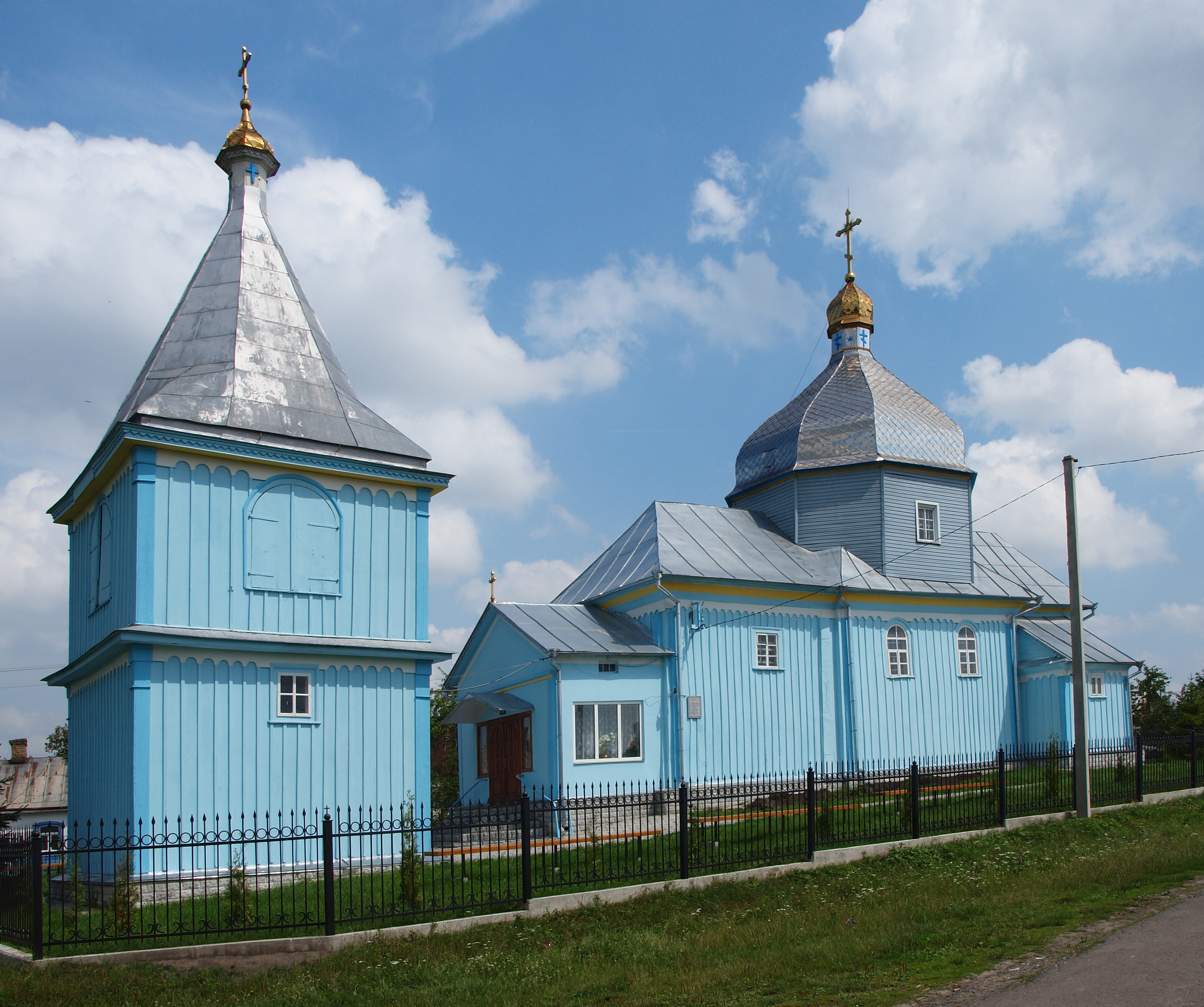
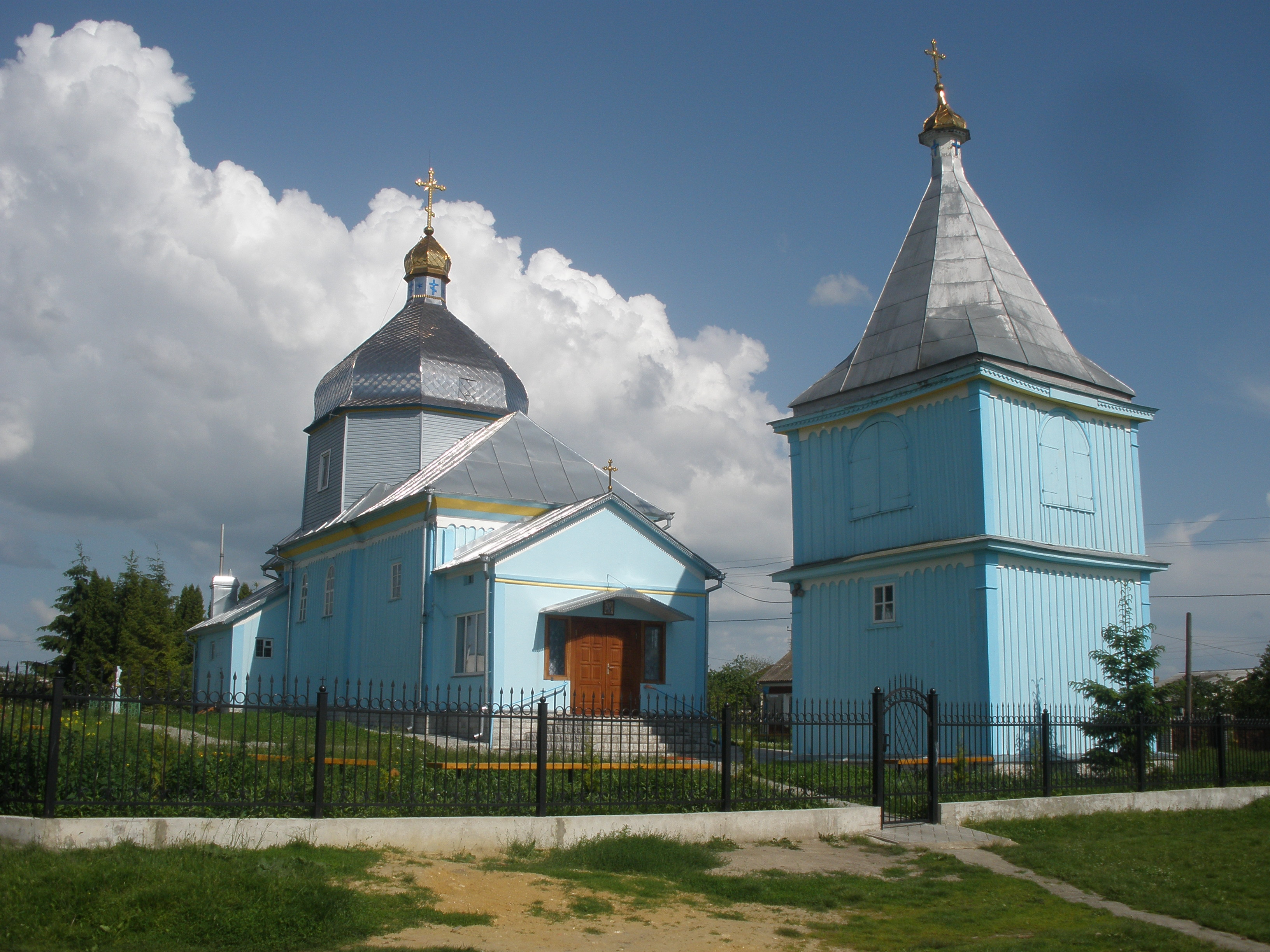
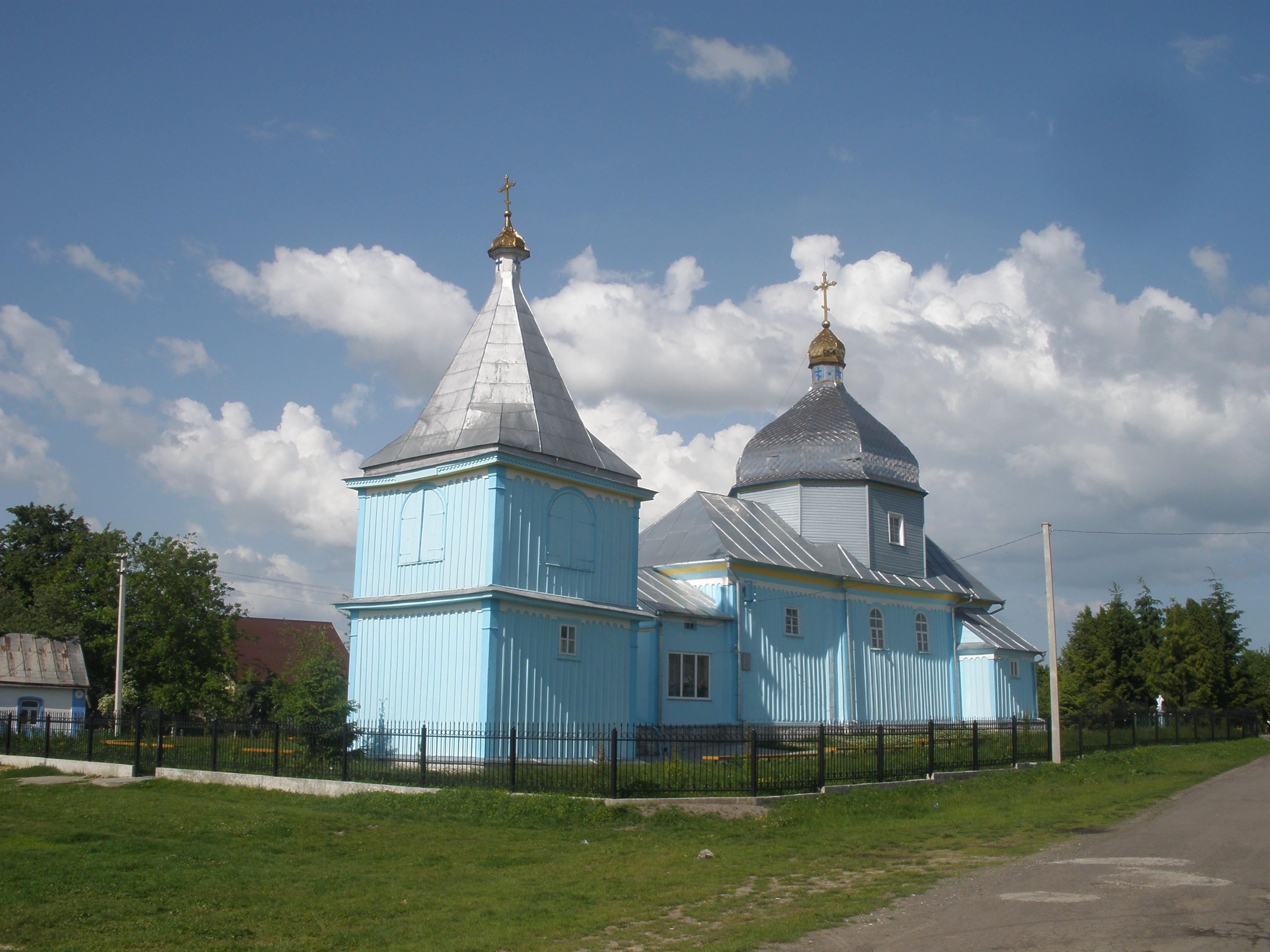